# Bezirk Starkenbach
Der Bezirk Starkenbach (tschechisch Okresní hejtmanství Jilemnice) war ein Politischer Bezirk im Königreich Böhmen. Der Bezirk umfasste Gebiete im Norden Böhmens im heutigen Okres Semily. Sitz der Bezirkshauptmannschaft war die Stadt Starkenbach (Jilemnice). Das Gebiet gehörte seit 1918 zur neu gegründeten Tschechoslowakei und ist seit 1993 Teil Tschechiens.

## Geschichte
Die modernen, politischen Bezirke der Habsburgermonarchie wurden 1868 im Zuge der Trennung der politischen von der judikativen Verwaltung geschaffen.
Der Bezirk Starkenbach wurde 1868 aus den Gerichtsbezirken Rochlitz an der Iser (tschechisch Soudní okres Rokytnice nad Jizerou) und dem Gerichtsbezirk Starkenbach mit Starkenbach (Jilemnice) gebildet.
Per 1. Oktober 1. Oktober 1876 wurde aus Gemeinden des Gerichtsbezirks Rochlitz sowie aus Teilen der Gerichtsbezirke Semil (Semily) und  Eisenbrod (Železný Brod) der Gerichtsbezirk Hochstadt an der Iser (Vysoké nad Jizerou) gebildet, wobei der neugeschaffene Gerichtsbezirk Teil des Bezirks Starkenbach wurde.
Im Bezirk Starkenbach lebten 1869 47.881 Personen, wobei der Bezirk ein Gebiet von 5,3 Quadratmeilen und 33 Gemeinden umfasste.
1890 beherbergte der Bezirk 50.042 Menschen, die auf einer Fläche von 338,15 km² bzw. in 43 Gemeinde lebten.
Der Bezirk Starkenbach umfasste 1910 eine Fläche von 338,14 km² und beherbergte eine Bevölkerung von 49.204 Personen. Von den Einwohnern hatten 1910 10.848 Deutsch und 38.243 Tschechisch als Umgangssprache angegeben. Weiters lebten im Bezirk 113 Anderssprachige oder Staatsfremde. Zum Bezirk gehörten drei Gerichtsbezirke mit insgesamt 43 Gemeinden bzw. 46 Katastralgemeinden.